# Julien Bardy
Julien Bardy, nasceu em França a 3 de Abril de 1986. É um jogador de rugby que actua na posição de terceira-linha, no ASM Clermont Auvergne do Top 14 (primeira divisão francesa). Mede 1,88 m de altura  e pesa 98 kg.
É um jogador internacional português, tendo-se estreado pelos Lobos numa partida dos internacionais de Novembro de 2008 contra o Canadá. A sua primeira internacionalização em jogos do Seis Nações B aconteceu defronte da Roménia.

## Clubes
Formação
- ASM Clermont Auvergne

Profissional
- ASM Clermont Auvergne: 2009 -

## Palmarés
Internacional português 4 caps:
- Portugal 13 - 21  Canadá a 30 de Outubro de 2008.[3]
- Roménia 21 - 22 Portugal  a 21 de Março de 2009.[4][5]
- Portugal 17 - 22  Estados Unidos a 13 de Novembro de 2010[6]
- Portugal 24 - 12  Namibia a 20 de Novembro de 2010[7]